# Körperfettwaage
Eine Körperfettwaage ist eine Personenwaage, die mithilfe von vier Elektroden den elektrischen Widerstand durch den Körper misst und daraus den Körperfettanteil abschätzt. Die Elektroden sind auf der Standfläche der Waage so angebracht, dass jeweils ein (nackter) Fuß auf ein oder zwei Elektroden steht.
Die Messgenauigkeit ist relativ gering. Die Messergebnisse variieren bei verschiedenen Waagen. Weiter können eine gefüllte Harnblase oder Dehydration durch körperliche Anstrengung die Ergebnisse stark verfälschen. Eine einigermaßen verlässliche Aussage erhält man nur, wenn man immer zur gleichen Tageszeit unter den gleichen Bedingungen misst. Gut vergleichbare Bedingungen erzielt man in der Regel allmorgendlich nach dem Toilettengang oder vor dem Duschen (trockene Haut). Letztlich ist auf diese Weise nur eine Überwachung der persönlichen Veränderung möglich.
Als zuverlässigere Methode zur Absolutmessung des Körperfettanteils wird von Ärzten üblicherweise die Calipometrie eingesetzt.

## Messprinzip (einfach)

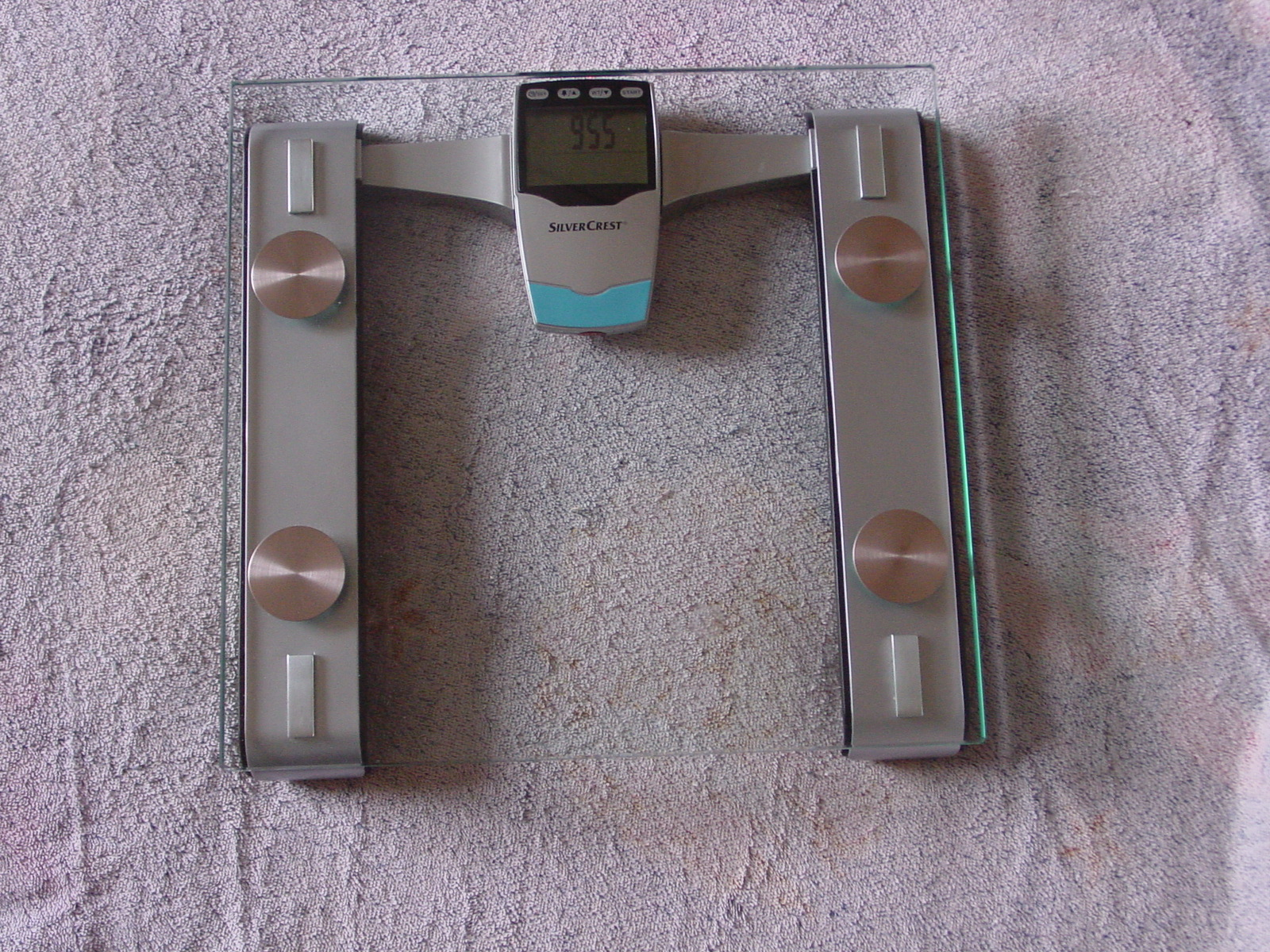
Körperfettwaage (einfach); Messung bis Hüfte

Meist wird der komplexe Widerstand des Körpers mit einer Vierleitermessung ermittelt. Über zwei Elektroden wird dabei ein kleiner Wechselstrom (< 2 mA) eingeprägt und an den beiden anderen Elektroden die abfallende Spannung gemessen. Der Einfluss des Übergangswiderstandes von der Elektrode zur Haut wird durch das Messverfahren minimiert. Der unterschiedliche Wassergehalt von Fett- und Muskelgewebe bewirkt verschiedene komplexe elektrische Widerstände. Aus Widerstandswerten bei verschiedenen Wechselstromfrequenzen kann ein in die Waage integrierter Computer anhand eines elektrischen Ersatzmodells des menschlichen Körpers den ungefähren Körperfettanteil errechnen. Unter Angabe zusätzlicher Informationen (Gewicht, Geschlecht, Alter) lässt sich daraus der Anteil an Körperfett und Muskelmasse ableiten.
Bei einfachen Körperfettwaagen kann es zu Messungenauigkeiten kommen. Dabei spielen Änderungen in der Leitfähigkeit der Hautoberfläche durch Feuchtigkeit eine Rolle. Diese Feuchtigkeit hat Einfluss auf den ohmschen Anteil der gemessenen Impedanz. Auf die Genauigkeit wirken sich die Anzahl der Messungen, die dabei verwendeten Frequenzen, die Messauflösung der Phasenverschiebung und das verwendete Ersatzmodell aus.
Das generelle Problem solcher Waagen ist, dass der Strom von einem Fuß zum anderen geleitet wird und somit nur der Körperfettanteil hüftabwärts gemessen wird. Auf das Fettgewebe weiter oben muss statistisch anhand von weiteren Informationen (Alter, Geschlecht) geschlossen werden.

## Messprinzip (erweitert)

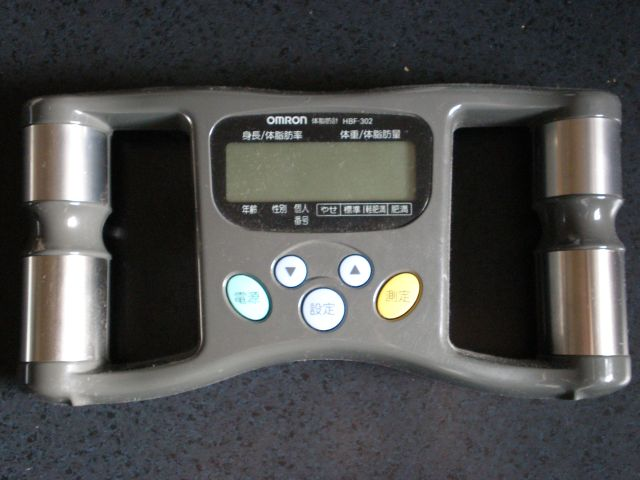
Körperfettmessgerät Handgriff; Messung gesamter Körper in Kombination mit Waage.

Auch für den Privatgebrauch werden inzwischen Körperfettwaagen angeboten, die zusätzliche Elektroden in Handgriffen haben. Dadurch können die Werte deutlich genauer ermittelt werden, da mehr gemessene und weniger hochgerechnete Daten zugrunde liegen. Alle Strecken zwischen den vier Messpunkten werden zunächst einzeln gemessen und dann verrechnet. Die Oberflächenfeuchtigkeit der Haut kann aber auch hier die Messwerte verfälschen.

## Weitere Messmethoden

### Die Calipermethode
Die Calipermethode wird meist von Ärzten und Fachleuten verwendet, denn eine unkorrekte Anwendung verfälscht das Ergebnis. Hierbei wird mit der Fettmesszange an z. B. dem Bizeps oder Schulterbereich drei Mal die Dicke des Fettgewebes unter der Haut gemessen. Daraus resultieren die Werte für den Körperfettanteil.

### Die Densitometrie
Auch Unterwasserwiegung genannt. Dabei wird der Auftrieb eines Körpers in einem Gefäß voller Wasser gemessen und somit der Körperfettanteil über die Dichte bestimmt.

### Die Ultraschallmessung
Bei der Ultraschallmessung kann am ganzen Körper gemessen und mit einem Programm am Computer der Körperfettanteil berechnet werden.

### Die Nah-Infrarotlicht-Spektroskopie
Diese Methode basiert auf der Aufnahmefähigkeit der verschiedenen Gewebearten an der zu messenden Stelle. Fett beispielsweise absorbiert das meiste der Infrarotstrahlen während Stellen ohne Fett die Strahlung passieren lassen.